# Новоситовка (Петровский район)
Новоситовка — село в Петровском районе Тамбовской области России. 
Входит в Петровский сельсовет. До 2013 года село являлось административным центром Новоситовского сельсовета.

## История
Новоситовка (историческое название — Новая Ситовка) — одно из старейших сёл Петровского района. Его основание относится к 80-м годам XVII века. Это были времена затишья от набегов крымских и азовских татар, калмыков, наступившие после заключения мирного договора с Турцией.
Местное предание говорит, что село основали переселенцы из села Ситовка нынешней Липецкой области, что на правом берегу реки Воронеж. На вольные земли пожелала переселиться большая часть жителей села. Они решили, что имеют право перевезти на новое место жительства и церковь, но оставшиеся жители не соглашались. Тогда переселенцы ночью приехали в Ситовку, разобрали церковь, погрузили её на подводы и привезли в Новую Ситовку, где быстро собрали.
Название Ситовка происходит от диалектного слова «сит», «сить», «сита» — куга, растение в реках, неглубоких водоемах. Ситовый — к ситу относящийся. Ситовка — место на берегу реки, поросшей ситом, кугой. Название Новая Ситовка указывает на то, что истоки села — в старой Ситовке.
Церковный приход в Новой Ситовке был открыт в 1715 году. В 1729 году была построена новая церковь во имя Дмитрия Солунского, которая в 1852 году была перестроена.
В 1862 году в казённом и владельческом селе Новая Ситовка 2-го стана Липецкого уезда Тамбовской губернии было 105 дворов, 575 мужчин и 565 женщин, православная церковь.
По данным начала 1883 года в селе Бутырской волости Липецкого уезда проживало 1510 бывших государственных крестьянина в 224 домохозяйствах (773 мужчины и 737 женщин). Участок в 4060,8 десятин удобной надельной земли и 91,2 — неудобной был общим владением с селом Ивановка. В селе было 510 лошадей, 361 голова КРС, 2173 овцы и 97 свиней. Имелось 14 промышленных заведений, 2 трактира или питейных дома и 2 лавки. Было 11 грамотных и 1 учащийся, все — мужского пола.
По переписи 1897 года — 1795 жителей (847 мужчин, 948 женщин), все православные.
В 1905 году на средства прихожан возводится каменный храм с двумя приделами, посвященными Смоленской иконе Божией Матери и св. Николаю Чудотворцу. В 1911 году в селе было 220 дворов великороссов-земледельцев, проживало 1849 человек (935 мужчин и 914 женщин), Имелась церковно-приходская школа. В штате церкви состояли священник, дьякон и псаломщик, ей принадлежало 35 десятин полевой и 1,5 десятины усадебной земли. В 1914 году насчитывалось 1048 мужчин и 1140 женщин, крестьянам принадлежала 2501 десятина земли.
В 1926 году в селе Новая Ситовка Бутырской волости Липецкого уезда — 412 дворов русских, 2419 жителей (1152 мужчины, 1267 женщин).
До войны в селе насчитывалось 459 дворов.
Храм был разобран в 50-х годах прошлого века. Материал был использован на строительство конторы мототракторной станции и других зданий.
В 1962 году построено здание средней школы; в 1980 году построено новое двухэтажное здание.
По сведениям карты 1989 года в селе Новоситовка около 560 жителей, имелась больница.
В 2000-х годах средняя школа стала основной; в 2011 году она была закрыта.
В 2013 году Новоситовский сельсовет вошёл в состав Петровского.

## Население
| 2002 | 2010 |
| ---- | ---- |
| 543  | ↘394 |

В 2002 году население села составляло 543 жителя, 96 % — русские.
В 2010 году — 394 жителя (164 мужчины, 230 женщин).

## Инфраструктура и улицы
В селе 5 улиц. Имеется сельский клуб, недавно открыт новый фельдшерско-акушерский пункт. Есть кладбище.